# Gota (unidad de volumen)

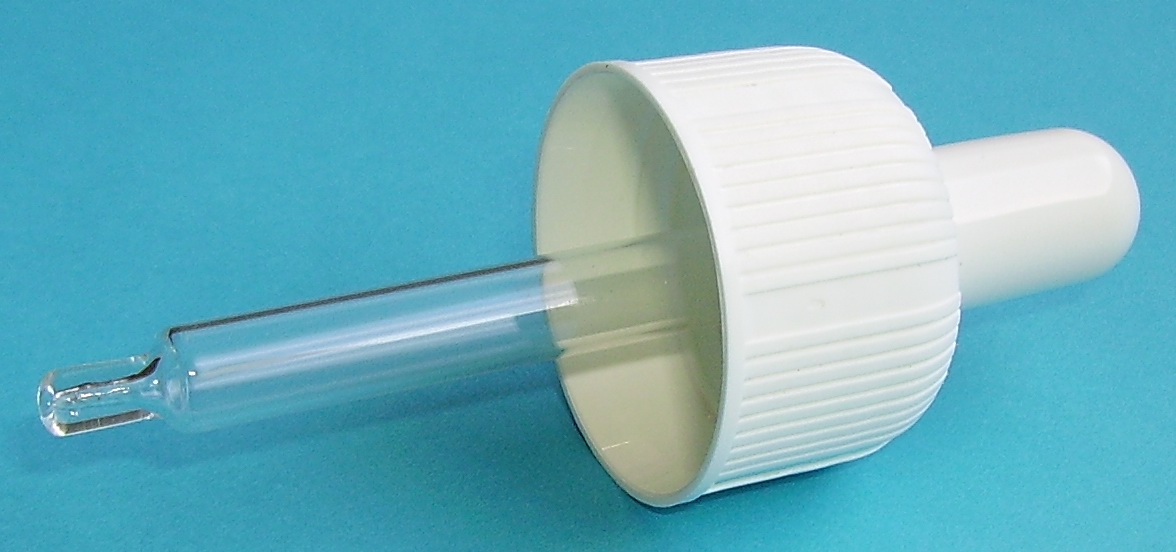
Cuentagotas

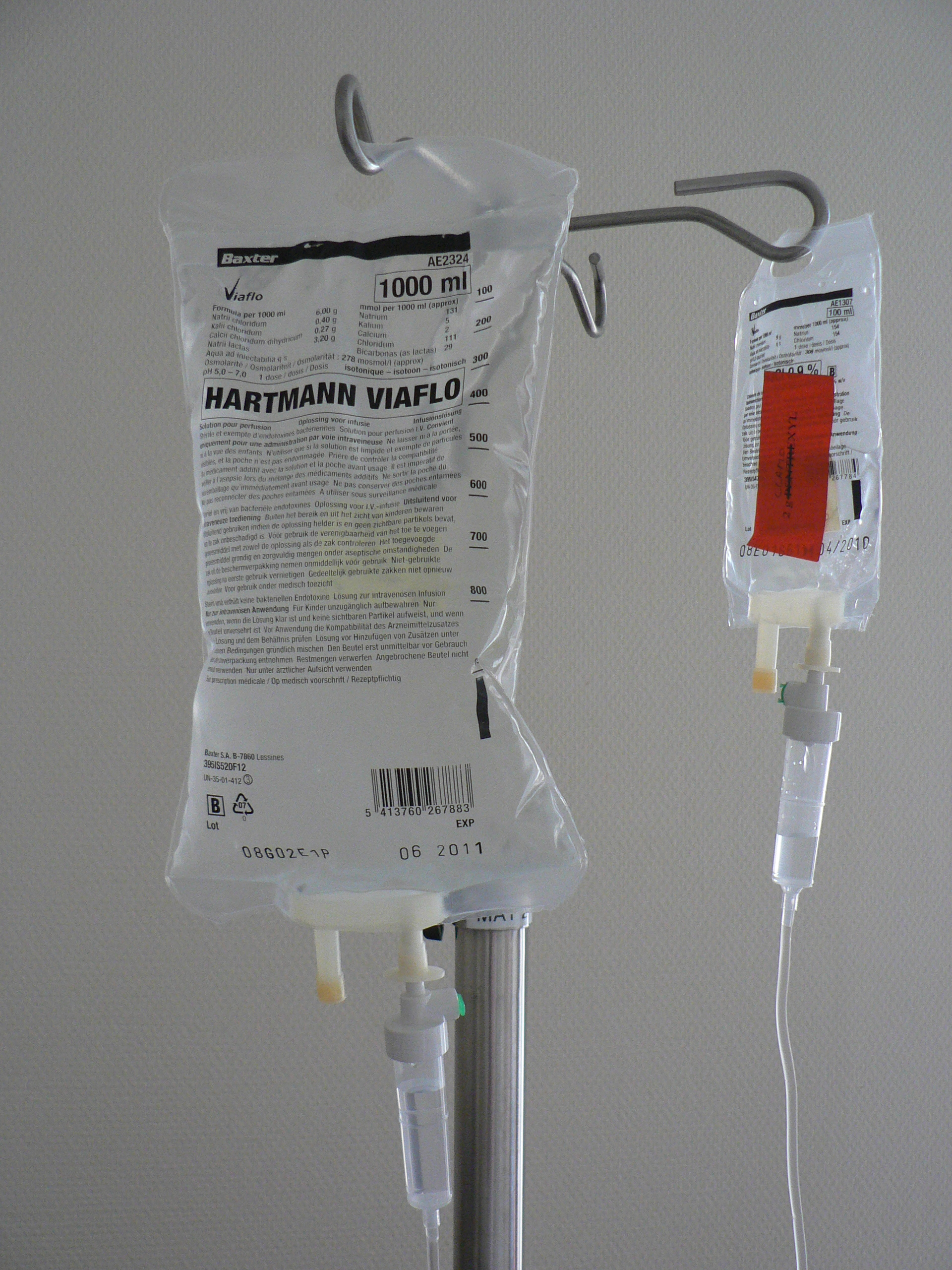
Sistema de goteo en terapia intravenosa (gotas/min o gotas/hora)

Una gota es una unidad de medida no estandarizada de volúmenes pequeños de líquidos, utilizada comúnmente en medicina, enfermería y farmacia. Dependiendo del gotero dosificador, se necesitan entre 15 y 40 gotas para obtener un mililitro.
El tamaño (volumen) de la gota dependerá del diámetro de salida del cuentagotas; sin embargo en medicina y en enfermería los goteros tienen un diámetro estandarizado definido por:
- 1 mL (mililitro) ≈ 20 gotas.

Igualmente se utilizan otras subunidades de gotas las cuales están definidas por 
- 1 gota ≈ 3 microgotas